# استیون ماکنوفسکی
استیون ماکنوفسکی (انگلیسی: Stephen Macknowski; ۱۶ فوریهٔ ۱۹۲۲ – ۴ آوریل ۲۰۱۳) قایقران کایاک اهل ایالات متحده آمریکا بود.